# Frieden von Vereeniging

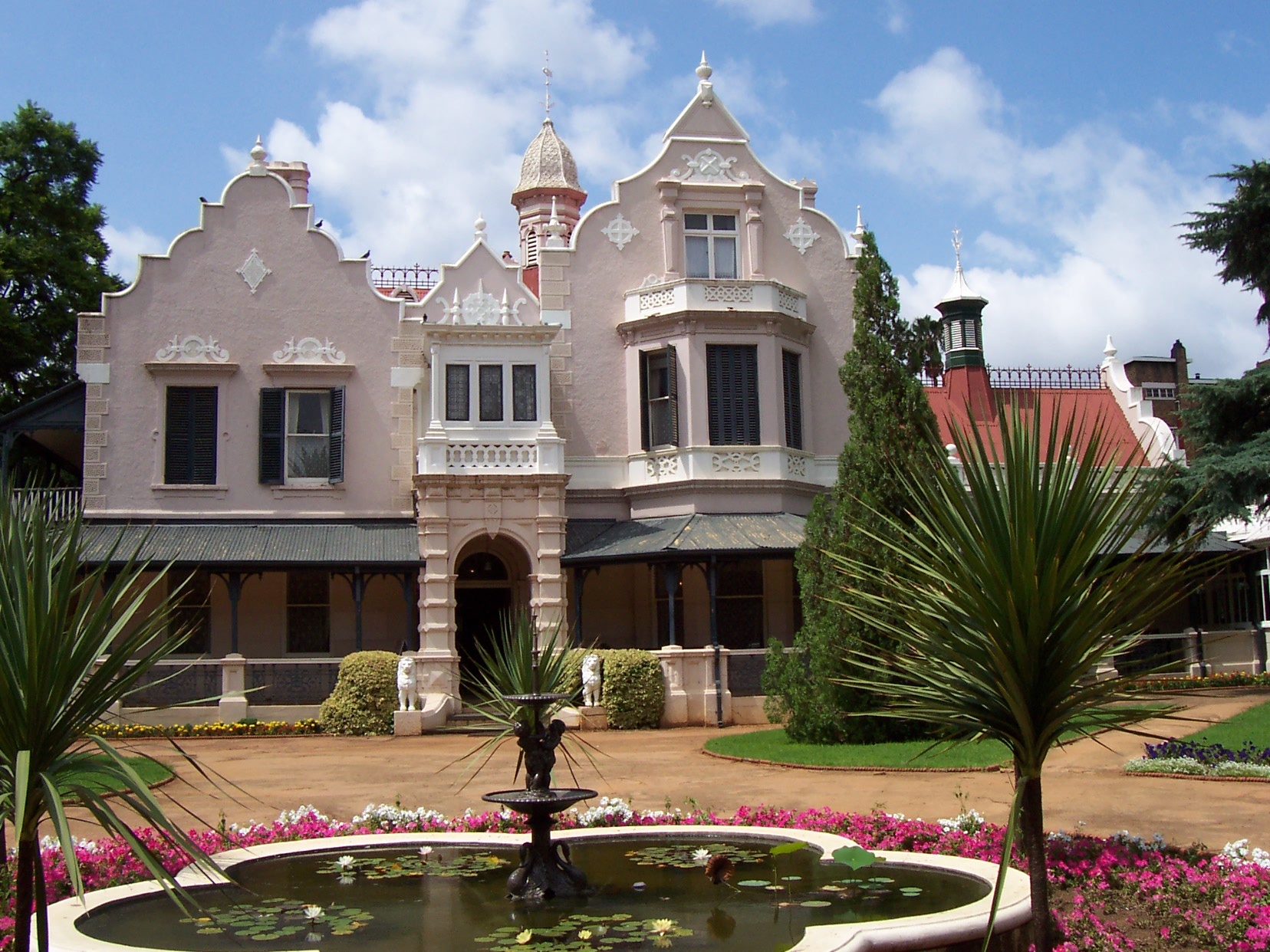
Im Melrose House wurde der Vertrag von Vereeniging unterzeichnet

Der Frieden von Vereeniging wurde am 31. Mai 1902 in Vereeniging (Transvaal) zwischen der britischen Regierung und den Führern der Buren geschlossen. Er beendete den Zweiten Burenkrieg (1899–1902).
Der Vertrag garantierte die Freiheit von Verfolgung für die burischen Teilnehmer am Krieg und stellte den Übergang von der Militäradministration zu einer zivilen Regierung im Oranje-Freistaat und im Transvaal in Aussicht. Afrikaans wurde als Amtssprache in Schulen und für Verhandlungen bei Gericht zugelassen. Die Selbstverwaltung wurde mit der Gründung der Südafrikanischen Union im Jahr 1910 verwirklicht.
Zu den Unterzeichnern gehörten Lord Horatio Herbert Kitchener und Lord Alfred Milner für die britische Regierung sowie für die Buren unter anderem die Generäle Christiaan De Wet, Louis Botha, Koos de la Rey und James Barry Munnick Hertzog.